# Szojuz–14
A Szojuz–14 (oroszul: Союз–14) a katonai Almaz űrállomás kiszolgálására tervezett Szojuz 7K–T űrhajó repülése. Ez az űrhajó szállította s Szaljut–3 űrállomásra az első személyzetet.

## Küldetés
Fő feladat a szállító űrhajó kipróbálása, személyzet szállítása a Szaljut–3 (OPSZ–2) űrállomásra.

## Jellemzői
Központi tervező iroda CKBEM <= Центральное конструкторское бюро экспериментального машиностроения (ЦКБЕМ)> (OKB-1 <= ОКБ-1>, most OAO RKK Energiya im. SP Korolev <= ОАО РКК Энергия им. С. П. Королёва>). Az űrhajót kis átalakítással emberes programra, teherszállításra és mentésre (leszállásra) tervezték.
1974. június 3-án a Bajkonuri űrrepülőtér indítóállomásról egy Szojuz hordozórakéta (11А511) juttatta Föld körüli, közeli körpályára. Az orbitális egység pályája 88.6 perces, 51.6 fokos hajlásszögű, elliptikus pálya-perigeuma 195 kilométer, apogeuma 217 kilométer volt. Hasznos tömege 6800 kilogramm. Összesen 15 napot, 17 órát, 30 percet és 28 másodpercet töltött a világűrben. Összesen 255 alkalommal kerülte meg a Földet.
A Szojuz–12 űrhajó orbitális kabinjára dokkolásra alkalmas modult szereltek. Napelem-szárnyakkal nem rendelkezett, önálló üzemideje maximálisan 48 óra. Akkumulátorait az űrállomás napelemtáblái által biztosított energiával töltötték fel. Az űrhajó automatikus megközelítéssel, majd Pavel Popovics kézi vezérléssel végezte a dokkolást. Összekapcsolódás után Jurij Artyuhin átszállt az űrállomás fedélzetére, sorban aktivizálta az egységek energia ellátását. Az üzembe helyezők két hétig, szoros napirend szerinti munkákat végeztek. Az előírt feladatokat sikeresen teljesítették.
Július 19-én belépett a légkörbe, a leszállás hagyományos – ejtőernyős leereszkedés – módon történt, Dzsezkazgan városától 140 kilométerrel délkeletre értek Földet.

## Személyzet

### Alapszemélyzet
- Pavel Popovics űrhajós parancsnok
- Jurij Artyuhin  fedélzeti mérnök

### Másodszemélyzet
- Gennagyij Vasziljevics Szarafanov űrhajós parancsnok
- Lev Gyomin űrhajós pilótai

### Tartalék személyzet
- Borisz Volinov űrhajós parancsnok
- Vitalij Zsolobov fedélzeti mérnök